# Yunnanilus longibulla
Yunnanilus longibulla är en fiskart som beskrevs av Yang, 1990. Yunnanilus longibulla ingår i släktet Yunnanilus och familjen grönlingsfiskar. Inga underarter finns listade i Catalogue of Life.